# Ilci
Ilci è una frazione del comune di Todi, in Umbria.

## Storia
Originariamente chiamato Ilex, dal nome della pianta sacra ai Fauni, fu uno degli insediamenti più antichi del territorio, abitato sin dal paleolitico. Lo si evince da molti rinvenimenti di raschiatoi, coltelli, accette levigate in pietra verde, cuspidi di giavellotto e di pugnali. Il luogo fu un insediamento etrusco e poi anche un forte romano, ben riconoscibili infatti all'interno del castello sono il cardo e il decumano. Nel medioevo contava 42 fuochi,circa 140 persone, nel 1310, durante la grande battaglia di Montemolino i guelfi di Perugia si fortificarono proprio ad Ilci. I tuderti se ne impadronirono l'anno successivo distruggendolo. Nel 1444 Carlo Fortebraccio fece assalire il castello dal famoso capitano Niccolò Piccinino il quale lo diede alle fiamme. I segni di questo devastante incendio sono tuttora visibili. Dopo diverse vicissitudini, conquiste e cacciate dei ghibellini, il castello fu ricostruito e ben fortificato e la città di Todi vi concesse la immunità per 10 anni.Fu feudo di alcune importanti famiglie nobiliari tuderti, la famiglia dei Trentaquattro e per molti anni la famiglia degli Oddi, proprietaria anche dell'attuale palazzo Pensi. La chiesa all'interno delle mura è la più antica, dedicata a San Giovanni Evangelista si trova menzionata sin dal XIV secolo sotto l'egida della famiglia Trentaquattro per poi passare ai monaci di San Pietro. Al suo interno si possono ancora ammirare degli ottimi affreschi del 1440 raffiguranti una Madonna con Bambino ed un San Sebastiano oltre alla tomba di una Lucrezia Atti moglie di un Oddi. La attuale Chiesa parrocchiale è invece situata appena fuori le mura castellane, dedicata alla Madonna della Minerva risale al 1600, abbellita anch'essa da un mirabile affresco commissionato sempre dalla famiglia Oddi. Nelle vicinanze, a Santa Maria Maddalena vi era un grande lebbrosario fin dal 1200, sede poi anche di una delle più importanti fiere di Todi.